# Involucrine
Pour les articles homonymes, voir IVL.
L’involucrine est une protéine synthétisée dans le cytoplasme des kératinocytes du stratum granulosum. Elle n'est associée à aucune structure morphologiquement individualisable. Son gène est le IVL situé sur le chromosome 1 humain.
La proportion relative de l'involucrine dans l’enveloppe cornée est de 2 %. Elle sert d’amorce à la fixation des autres molécules de l’enveloppe cornée, notamment de la loricrine et la kératine. L'involucrine entraine la mort de la cellule, ce qui va durcir la membrane.